# Bible olomoucká
Bible olomoucká je jednou z rukopisných biblí se staročeským překladem takzvané 1. redakce. Uchovává se ve Vědecké knihovně v Olomouci. V tomto městě je její přítomnost dosvědčena od roku 1787 a podle něho dostala tato bible také své jméno. Samotný rukopis pochází z roku 1417. Je to kulturní památka České republiky.

## Historie
Podobně jako Bible litoměřicko-třeboňská je opisem překladu 1. redakce, avšak s výjimkou katolických listů a Skutků apoštolů, které pocházejí z 2. redakce. Písař totiž neměl k dispozici původní předlohu, a proto si musel posloužit jinou. Matoušovo evangelium je navíc převzato ze staročeského překladu Evangelia svatého Matouše s homiliemi. Nakonec bylo připsáno i Zjevení Janovo. Ze staršího samostatného Matoušova evangelia se zde uchoval i komentář Tomáše Akvinského na 27. kapitolu.
Text není úplný, některé listy chybějí:
- Genesis 49,10-Exodus 1,15;
- Sírachovec 48,16-Izajáš 14,12;
- 1 Makabejská 5,27-7,17;
- List Římanům 1,1-15,19.

Pro poznání původního překladu textu je velmi poučné srovnání textu této a litoměřicko-třeboňské bible, neboť oba písaři používali stejnou předlohu, ale oba příležitostně vsouvali vlastní opravy.

## Ilustrace
Bible je ilustrována iluminacemi. Většina má rozměry přibližně 60 x 60 mm, některé jsou ale větší. Například trojdílná scéna Stvoření světa na začátku knihy Genesis má rozměry 180 x 90 mm. V prvním dílu se dochovalo 29 z původních 30 iluminací. Ve druhém dílu 47 z původních 49 iluminací.
Dále jsou oba díly vyzdobeny písařskými iniciálami provedenými střídavě červenou a modrou barvou, přičemž ornamenty jsou v opačných barvách než vlastní iniciála.

## Vazba
Původní pozdně gotická vazba byla v roce 1965 nahrazena novodobou replikou, přičemž původní kožený potah desek i zachované části kování byly přeneseny na nové desky. Rekonstrukci vazby stejně jako restaurování vlastního rukopisu bylo provedeno restaurátorským ateliérem Ústředí uměleckých řemesel v Hodoníně v roce 1965 pod vedením Ladislava Kolaříka.

## Galerie

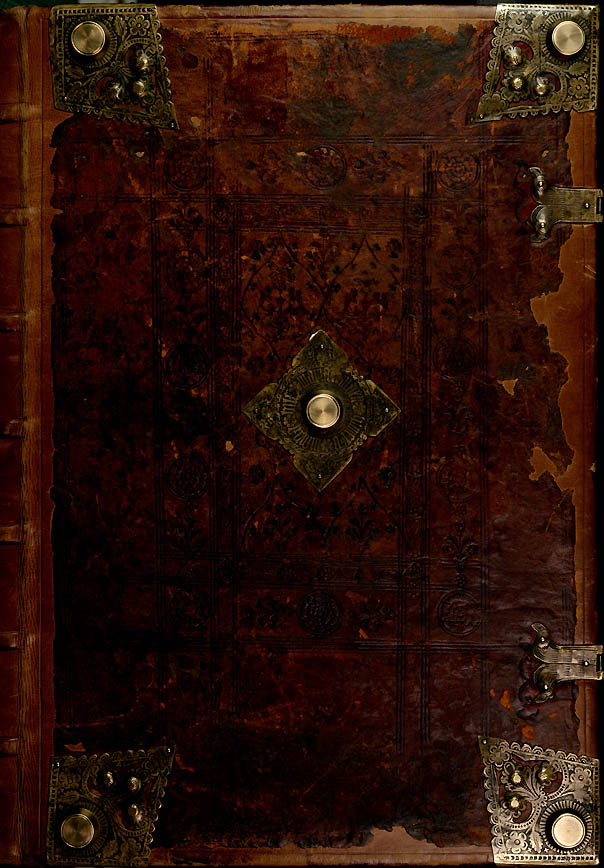
Vazba prvního dílu
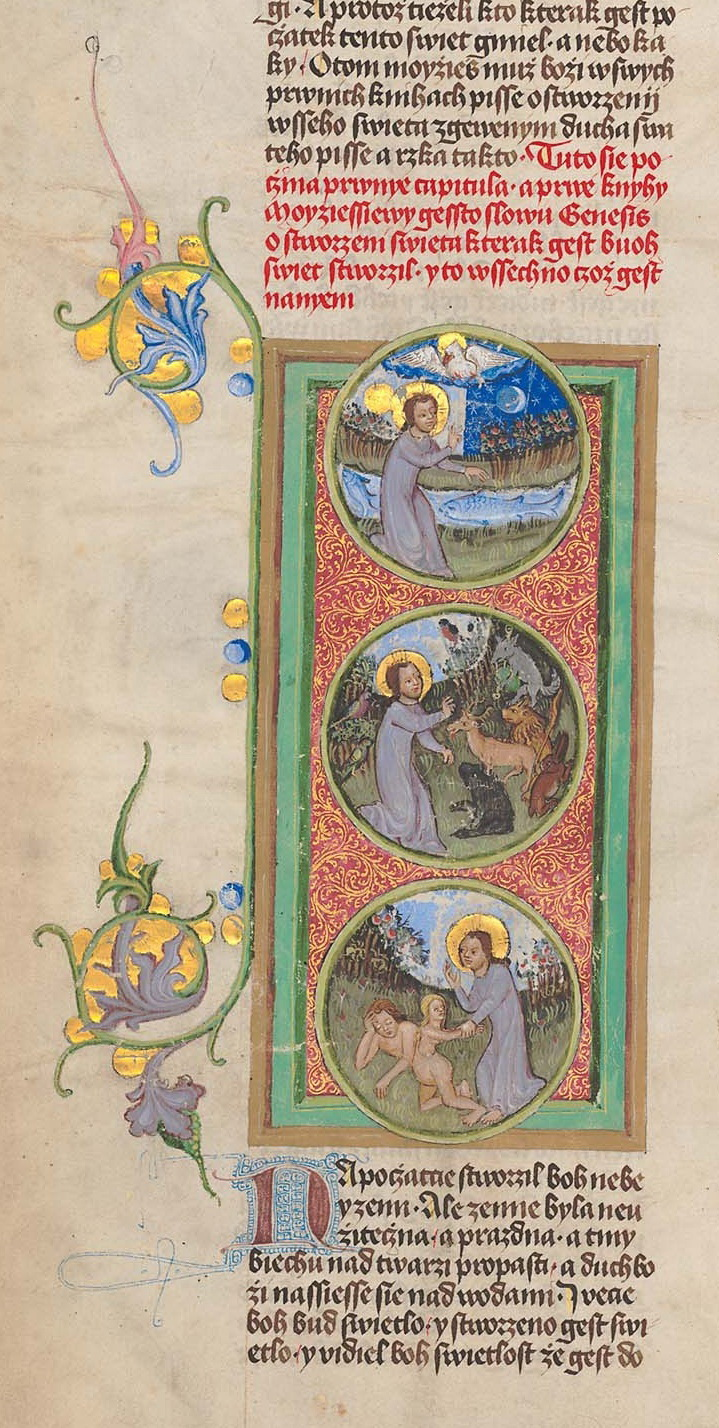
Počátek knihy Genesis, iluminace stvoření světa
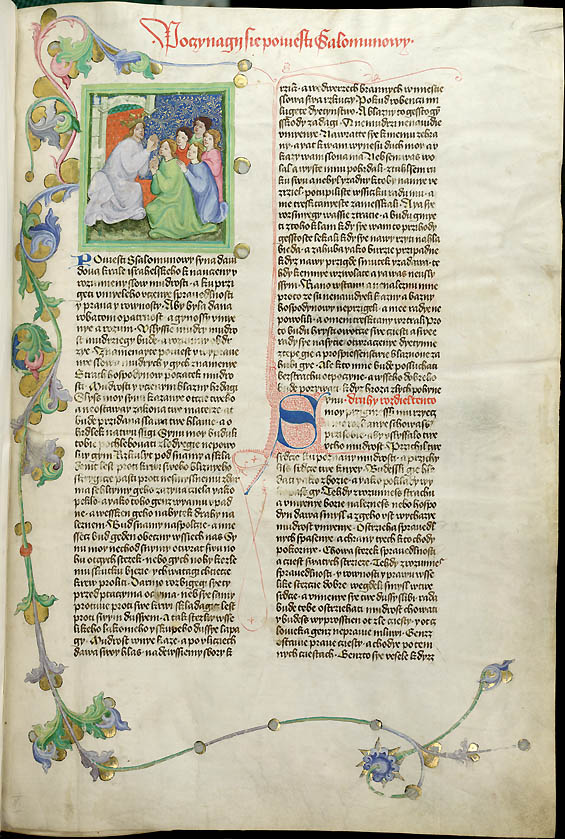
Titulní list druhého dílu
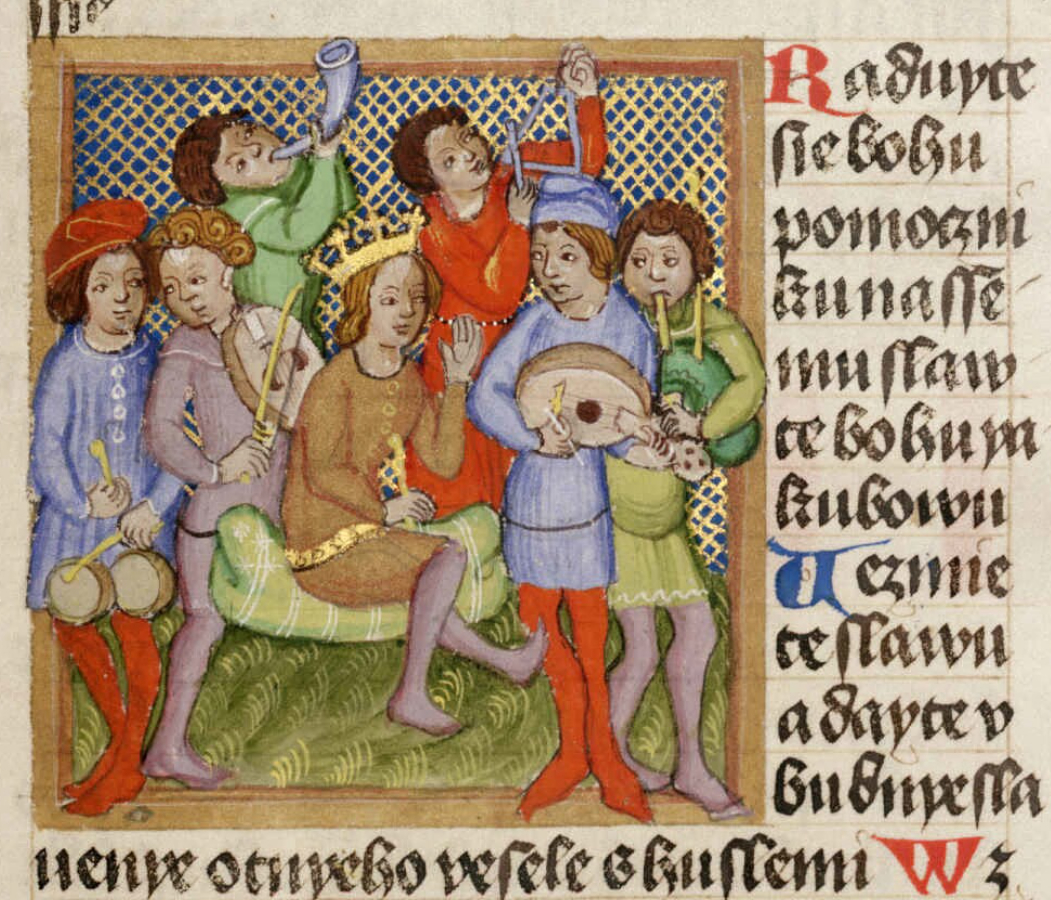
Král David obklopený hudebníky. Bible Olomoucká, I. díl, I. 1417, p. 276r
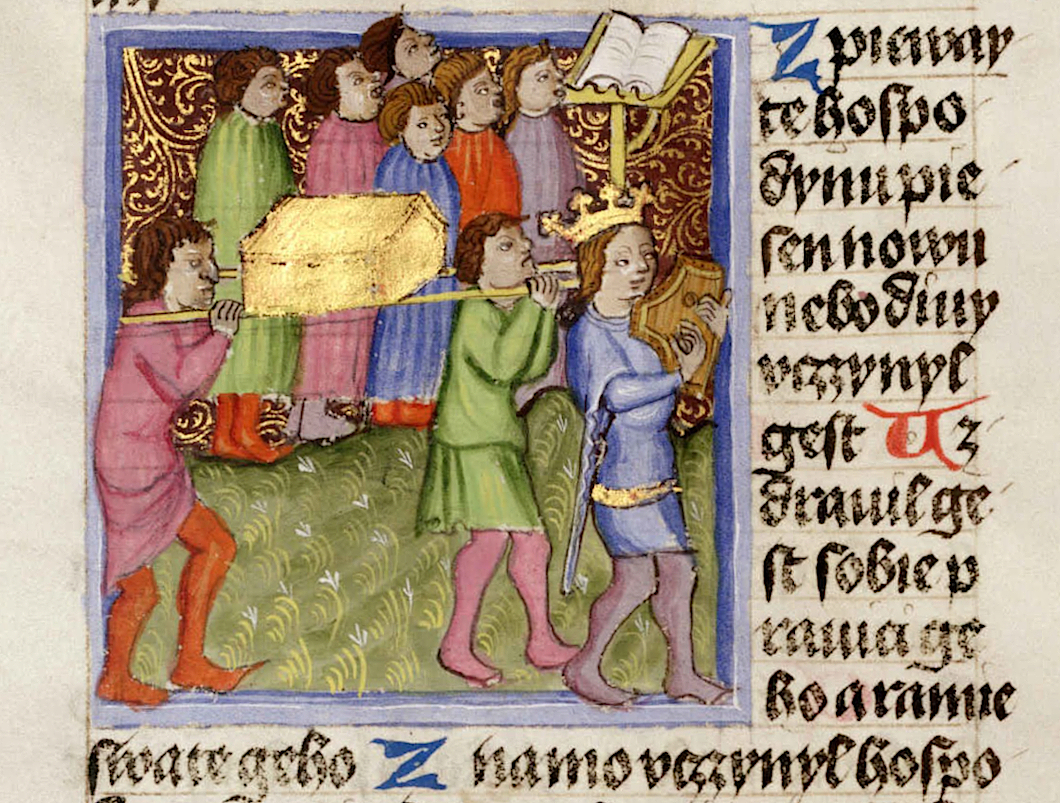
Levité v čele s králem Davidem přenášejí na Sion truhlu Boží. Bible Olomoucká, I. díl, I. 1417, p. 279v
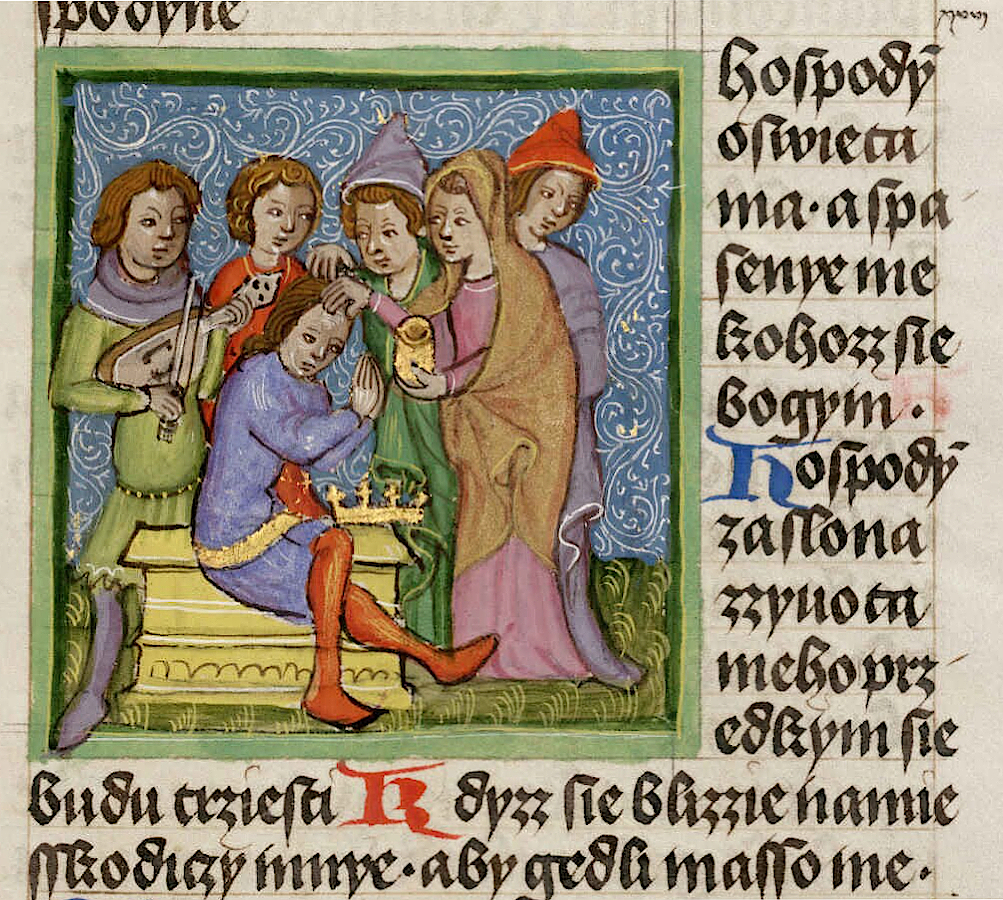
Pomazání Davida na krále, z Bible olomoucká, I. díl, fol. 264r
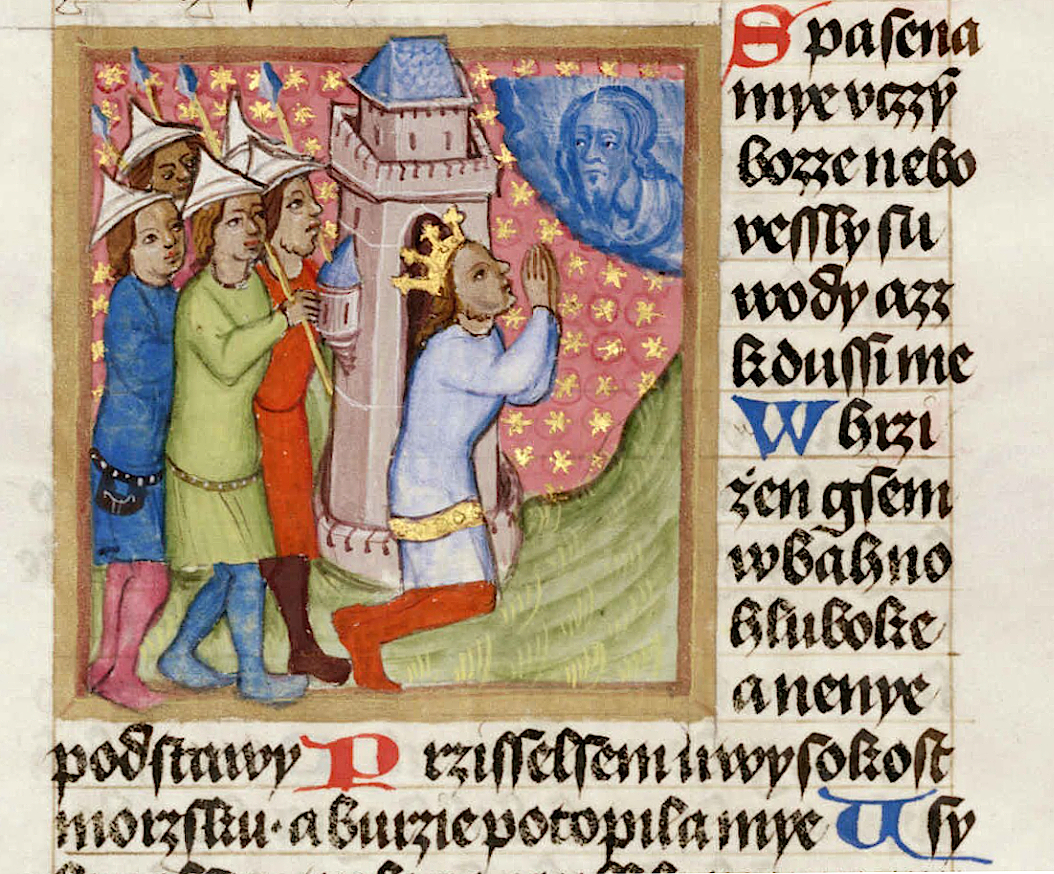
Král David prosí Hospodina o pomoc proti Pelištejcům. Bible olomoucká, I. díl, I. 1417, s. 272v)
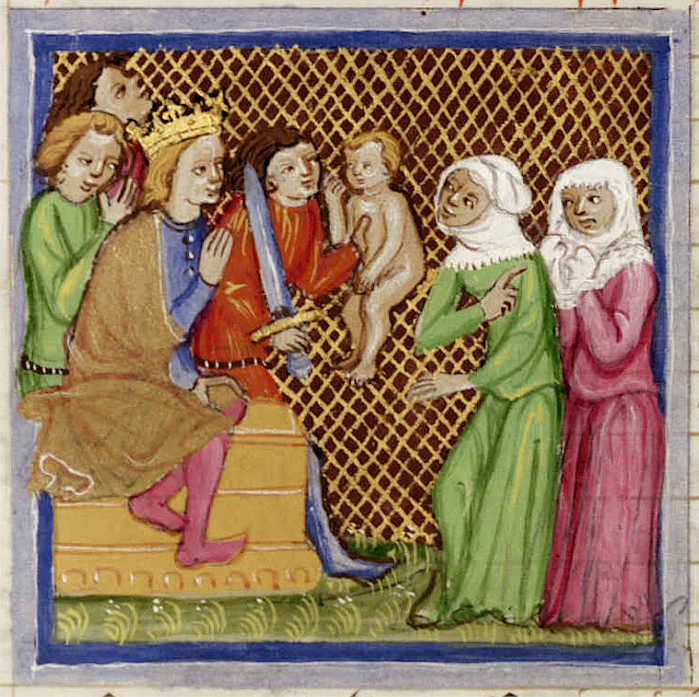
Král Šalamoun vynáší rozsudek ve sporu mezi dvěma ženami o dítě. Bible olomoucká, I. díl, I. 1417, s. 148v.
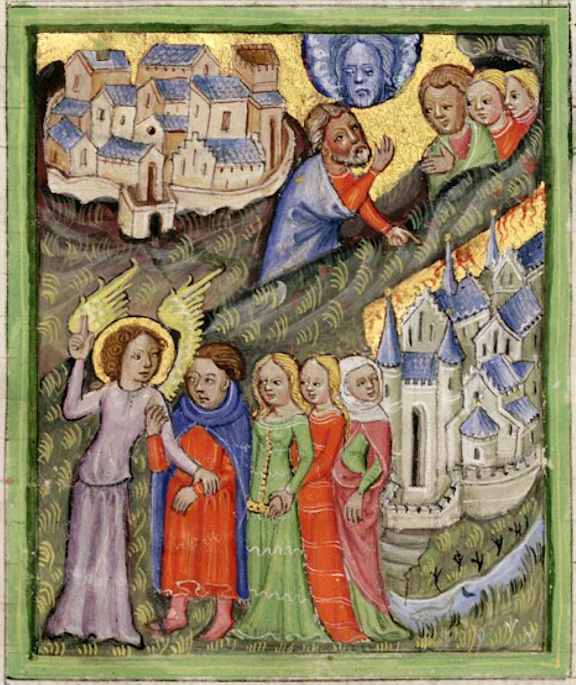
Anděl vyvádí Lota, jeho manželku a dcery ze Sodomy, a Abraham se přimlouvá u Hospodina za spravedlivé tohoto města. Bible olomoucká, I. díl, I. 1417, s. 8r